# Drăgănești-Olt
Drăgănești-Olt (pronunciat en romanès: [drəɡəˌneʃtʲ ˈolt]) és una ciutat del comtat d'Olt, Muntènia (Romania). Es troba a la riba esquerra del riu Olt a una altitud aproximada de 100 metres.
El primer document que l'esmenta és del 1526. Drăgănești-Olt es va convertir en una ciutat el 1968.
La ciutat administra un poble, Comani.
Segons estimació 2011 comptava amb una població de 10.894 habitants.